# Barrett (Texas)
Barrett és una concentració de població designada pel cens dels Estats Units a l'estat de Texas. Segons el cens del 2000 tenia 2.872 habitants.

## Demografia
Segons el cens del 2000, Barrett tenia 2.872 habitants, 946 habitatges, i 741 famílies. La densitat de població era de 170,9 habitants per km².
Dels 946 habitatges en un 35,1% hi vivien nens de menys de 18 anys, en un 47,1% hi vivien parelles casades, en un 25,5% dones solteres, i en un 21,6% no eren unitats familiars. En el 18,7% dels habitatges hi vivien persones soles el 7,1% de les quals corresponia a persones de 65 anys o més que vivien soles. El nombre mitjà de persones vivint en cada habitatge era de 3,03 i el nombre mitjà de persones que vivien en cada família era de 3,46.
Per edats la població es repartia de la següent manera: un 29,8% tenia menys de 18 anys, un 8,7% entre 18 i 24, un 27,6% entre 25 i 44, un 23% de 45 a 60 i un 10,9% 65 anys o més.
L'edat mediana era de 34 anys. Per cada 100 dones de 18 o més anys hi havia 88,6 homes.
La renda mediana per habitatge era de 31.343 $ i la renda mediana per família de 35.074 $. Els homes tenien una renda mediana de 32.250 $ mentre que les dones 20.781 $. La renda per capita de la població era de 12.333 $. Aproximadament el 23,1% de les famílies i el 23,7% de la població estaven per davall del llindar de pobresa.

## Poblacions més properes
El següent diagrama mostra les poblacions més properes.